# 19436 Marycole
19436 Marycole è un asteroide della fascia principale. Scoperto nel 1998, presenta un'orbita caratterizzata da un semiasse maggiore pari a 2,4747530 UA e da un'eccentricità di 0,0802174, inclinata di 4,93838° rispetto all'eclittica.